# Keratolyse
Keratolyse (von griech. kerato – „Horn“ und lyein – „lösen“) bezeichnet das Auf- und Ablösen von Hornzellen aus der äußersten Hautschicht, dem Stratum corneum. Keratolyse kann mit sichtbarer Schuppenbildung und unter Umständen starker Reizung (Rötung, „Brennen“ etc.) verbunden sein. Zur Therapie krankhaft gestörter Verhornung der Haut (Hyperkeratosen) kann die Keratolyse medikamentös erzwungen werden (→ Keratolytikum).